# Roberto Bellinazzi
Roberto Bellinazzi (Caorle, 21 giugno 1946) è un allenatore di calcio ed ex calciatore italiano, di ruolo attaccante.

## Carriera
Autore di oltre 130 reti fra i professionisti, ha disputato sette campionati di Serie B con le maglie di Venezia, Ternana, Como, Modena e Pistoiese, per complessive 195 presenze (oltre a 7 partite di spareggio) e 50 reti (oltre a 1 gol negli spareggi) fra i cadetti.
Con 53 reti realizzate è il sesto miglior marcatore della storia del Modena in incontri ufficiali, alla pari di Mauro Rabitti sopravanzandolo solo grazie alla miglior media reti.
Ancor prima del ritiro ha iniziato la carriera di allenatore, ricoprendo il ruolo di allenatore-giocatore nel Sassuolo nella sua ultima stagione da calciatore. Successivamente ha allenato varie squadre giovanili di campionati dilettantistici, in particolare nella provincia di Modena.

## Palmarès
- Campionato italiano Serie C: 1

Modena: 1974-1975 (girone B)